# 大野照旺
大野 照旺（おおの てるお、1943年 - ）は、日本の実業家、馬主。愛媛県松山市に本社を置くオオノ開發株式会社の創業者で、現代表取締役会長。

## 経歴
1943年生まれ。1966年8月、土木工事を請け負う大野開発を設立。1973年11月に大野開発株式会社に改組、代表取締役に就任。1980年2月に現在のオオノ開發株式会社に商号を変更した。その後廃棄物処理業の許可を受けつつ1992年には会社の資本金を7000万円とし、東京都や大阪府にも支店を設けたのちの2016年に社長の席を大野剛嗣（息子）に譲り代表取締役会長に就任。2022年に剛嗣が急逝すると4月に再び代表取締役に就任。2024年、取締役社長であった山下裕二が代表取締役社長となり、大野は再度会長となっている。

## 馬主活動

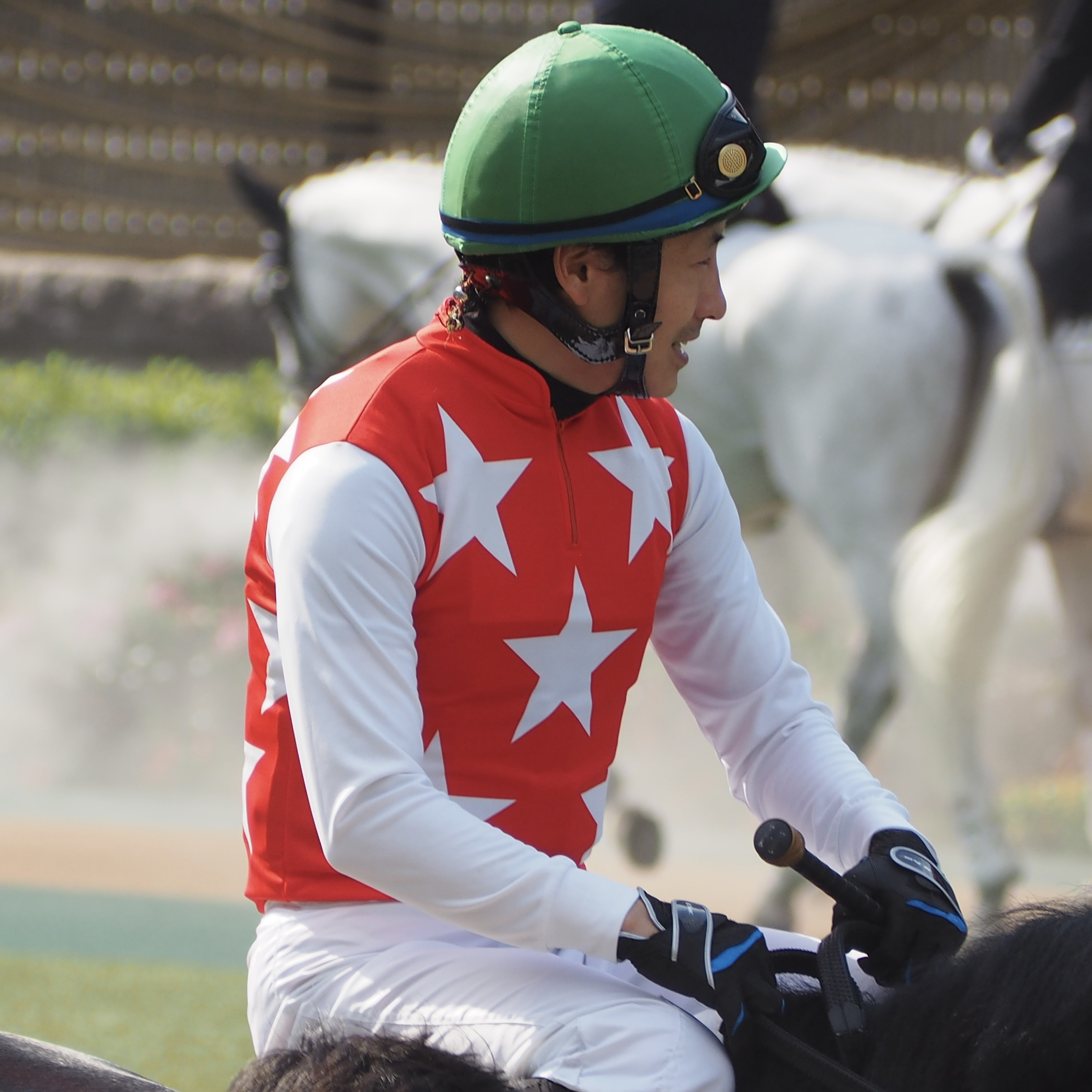
大野の勝負服を着用した吉田隼人

日本中央競馬会（JRA）および地方競馬全国協会（NAR）に登録する馬主としても知られる。勝負服の服色は「赤、白星散、白袖」（剛嗣所有馬の勝負服の服色でもあり、剛嗣の没後に勝負服の服色も継承した）。冠名には「ヴェローチェ」を用いる。2022年に死去した息子・剛嗣の跡を継いで馬主になったとも報道されているが、照旺の所有馬の初出走は2015年である（当時の服色は「赤、緑袖、白蛇目散」）。なお、2025年2月下旬以降、法人の「合同会社TO RACING」に名義が変更されている。

## 主な所有馬
- アルテヴェローチェ（2024年サウジアラビアロイヤルカップ）
- アルマヴェローチェ（2024年阪神ジュベナイルフィリーズ）
- フルフラット（剛嗣の没後に名義変更）
- ステラヴェローチェ（剛嗣の没後に名義変更）
- ヴェローチェエラ（2025年函館記念）

### 大野剛嗣の所有馬
- マテラスカイ（2018年プロキオンステークス、2020年クラスターカップ）
- フルフラット（2020年サンバサウジダービーカップ）
- ステラヴェローチェ（2020年サウジアラビアロイヤルカップ、2021年神戸新聞杯）